# 99 ق هـ
99 ق هـ هي السنة التاسعة والتسعون السابقة للهجرة النبوية، وهي توافق ما بين 525 و526 حسب التقويم الميلادي، أي أنها بدأت في سنة 525م وانتهت في سنة 526م.